# Дэвис, Отис
Отис Крэндалл Дэвис (англ. Otis Crandall Davis; 12 июля 1932, Таскалуса — 14 сентября 2024) — американский легкоатлет, обладатель двух золотых медалей в беге на 400 м и эстафете 4×400 на летних Олимпийских играх 1960 года. Дэвис установил новый мировой рекорд в 44,9 секунды в беге на 400 м и стал первым человеком, преодолевшим 45-секундный барьер.

## Биография
Отис Дэвис родился в штате Алабама 12 июля 1932 года. У него афроамериканские и индейские корни. Он служил четыре года в ВВС США во время Корейской войны.
По возвращении со службы в армии Дэвис поступил в Университет Орегона по баскетбольной стипендии, надеясь в будущем стать профессионалом. Однажды в 1958 году, наблюдая за бегущими на беговой дорожке спортсменами со своим другом, Дэвис, который никогда раньше не бегал и не посещал в юности школы с спортивными программами, отличными от баскетбола и футбола, решил, что может победить спортсменов, которых видел на дорожке.
Он подошёл к тренеру по лёгкой атлетике Биллу Бауэрману, который позднее стал отцом-основателем Nike, Inc., и попросил присоединиться к команде по лёгкой атлетике. Бауэрман, которому были нужны прыгуны в высоту, заставил Дэвиса попробовать свои силы сначала в этой дисциплине.
Умер 14 сентября 2024 года в возрасте 92 лет.